# 徐丙垠
徐丙垠（1961年—），山东滕州人，汉族，中华人民共和国政治人物、第十一届全国人民代表大会山东地区代表。
毕业于西安交通大学电气系电气专业。担任山东理工大学教授。2008年起担任全国人大代表。